# Guntram z Wormacji
Guntram z Wormacji (ur. 815, zm. 837) – hrabia Wormacji od 834 roku. 

## Życiorys
Pochodził z dynastii  Kapetyngów. Był synem Roberta III z Wormacji i jego żony Wiltrudy (Waldrady) z Orleanu.
Został hrabią po śmierci ojca Roberta III z Wormacji w 834 roku, ale zmarł naturalną śmiercią trzy lata później w 837 roku. Nie ożenił się i nie pozostawił potomstwa. Hrabstwo Wormacji przypadło młodszemu bratu  Robertowi Mocnemu.